# کاسسرس
کاسسرس (به اسپانیایی: Casserres) یک شهرستان در اسپانیا است که در کاتالونیا واقع شده‌است.

## خصوصیات
کاسسرس ۲۹٫۴۵ کیلومترمربع مساحت و ۱٬۶۳۴ نفر جمعیت دارد و ۶۱۱ متر بالاتر از سطح دریا واقع شده‌است.